# Río de los Americanos
El río de los Americanos originalmente llamado Río Buenaventura es un curso de agua situado en California conocido como el lugar de Sutter's Mill, al noroeste de Placerville, donde se encontró oro en 1848, que condujo a la fiebre del oro de California. El río recorre desde la cordillera de Sierra Nevada, pasando por el área metropolitana de Sacramento, donde vierte sus aguas al río Sacramento en su camino hacia la bahía de San Francisco. Hoy en día este río es conocido por sus rápidos de aguas blancas.

## Curso

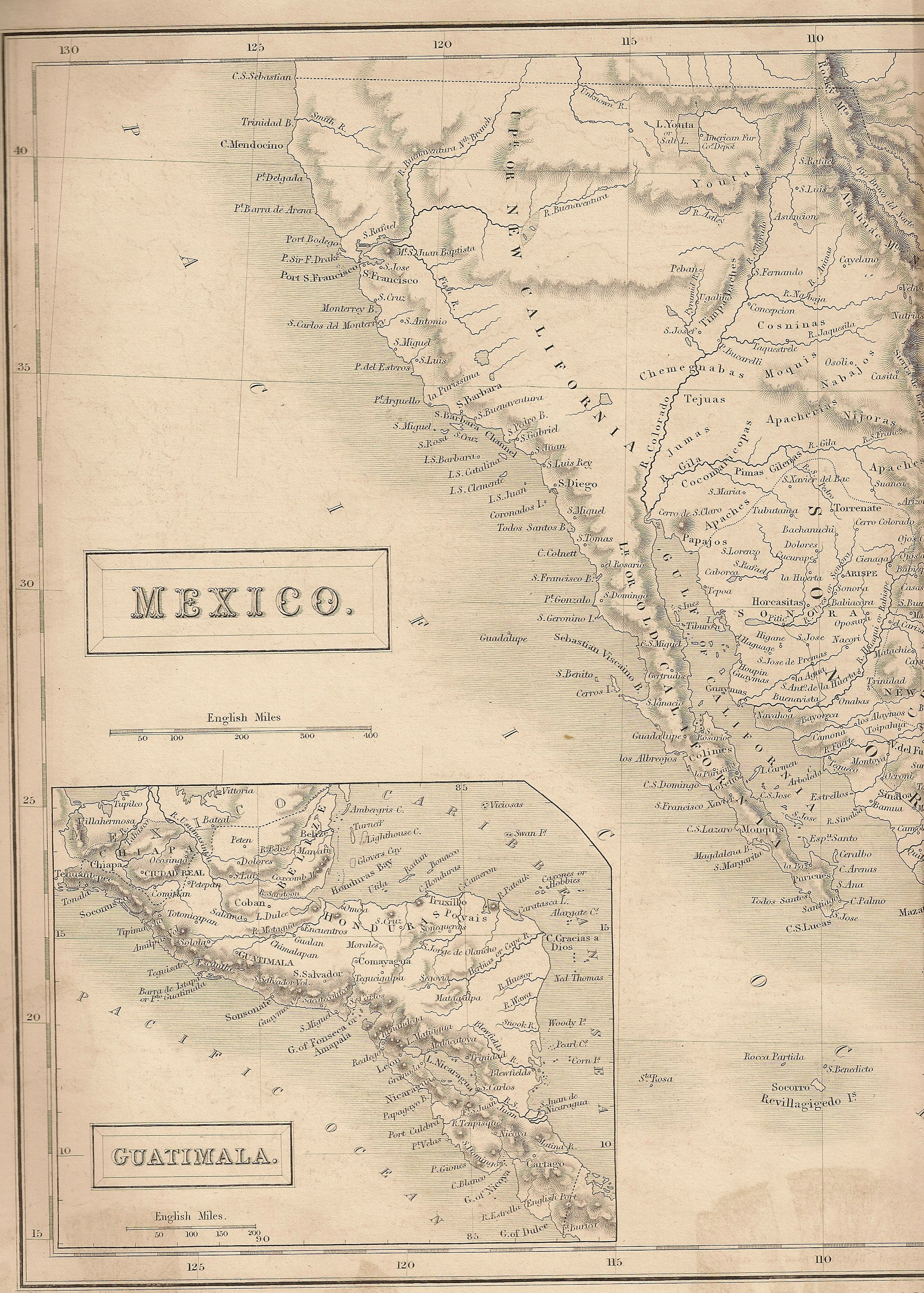
Mapa en inglés de 1838, con el nombre Río Buenaventura dentro del territorio mexicano.

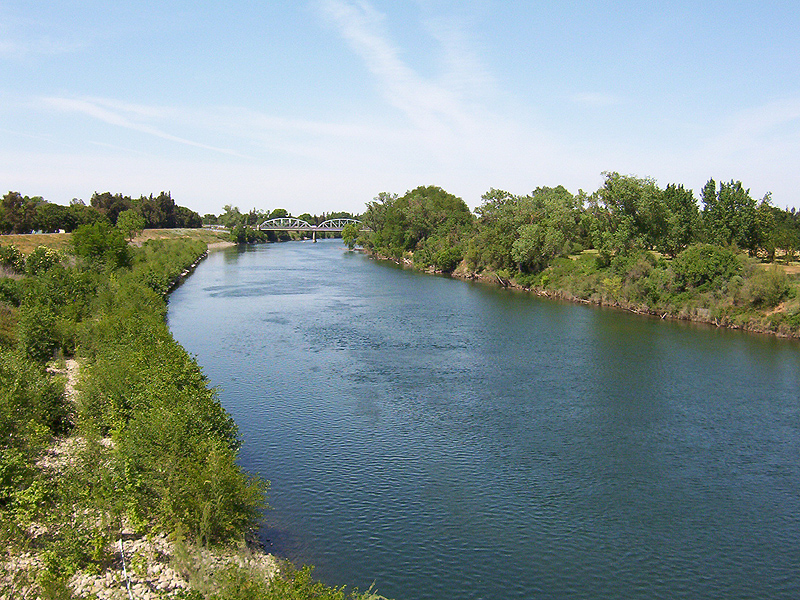
El río Americano visto desde el campus de la universidad estatal de California, en Sacramento.

El río Americano está dividido entre las bifurcaciones del norte, centro y sur, que contienen los paraísos de recreación al que acuden más de un millón de visitantes al año en el Condado de El Dorado, Condado de Placer, y el condado de Sacramento en la cordillera de las Montañas de Sierra Nevada de California del Norte. El río nace en los bosques nacionales de Tahoe y El Dorado. Desde la confluencia de Auburn, el caudal de las bifurcaciones del norte y del centro se unen a una altura de 200 metros en un boscoso cañón de 240 metros de profundidad y es llamado bifurcación del norte. Este serpentea a través de cañones, atraviesa la abandonada presa de Auburn y prosigue por abruptos cañones hasta llegar a su confluencia con la bifurcación del sur, en el lago Folsom. Las tres bifurcaciones son conocidas por sus cañones verdes, crestas boscosas, masivas formaciones de roca, senderos, durante el invierno deportes de aventuras entre los picos nevados, la pesca y el rafting.
Tras pasar por el lago Folsom pasa por una zona urbanizada pero está separado de esta por un parque ribereño, la Avenida del río Americano.